# Gotlands varv
Gotlands varv i Fårösund  var ett varv som bedrev sin verksamhet i det tidigare av Kustartilleriet drivna Marinvarvet.
Swede Ship Marine hyrde 1989 lokaler och mark efter det nedlagda Marinvarvet. Gotlands varv tillverkade bland annat Stridsbåt 90 H vid sidan av den produktion som skedde av Dockstavarvet i Docksta.
Gotlands varv köptes av Nimbus Boats 2014. Produktionen lades ned i mars 2009.